# Rattus nativitatis
Rattus nativitatis  és una espècie extinta de rosegador de la família dels múrids que vivia a l'illa Christmas (Austràlia) i desaparegué a principis del segle xx. El seu nom específic, nativitatis, significa ‘de Nadal’ en llatí i es refereix al nom de l'illa on vivia aquest animal.